# 844 Leontina
Leontina (asteroide 844) é um asteroide da cintura principal, a 2,9749129 UA. Possui uma excentricidade de 0,0706779 e um período orbital de 2 091,96 dias (5,73 anos).
Leontina tem uma velocidade orbital média de 16,64710603 km/s e uma inclinação de 8,78777º.
Este asteroide foi descoberto em 1 de Outubro de 1916 por Joseph Rheden.